# Hotel Santa Catalina
 (février 2023).
L'Hotel Santa Catalina est un hôtel 5 étoiles de la ville de Las Palmas de Gran Canaria. Inauguré en janvier 1890, il est l'hôtel le plus ancien de la ville et de toutes les îles Canaries. Le 1er novembre 2019 il a rouvert ses portes après une réforme intégrale et une nouvelle dénomination, Santa Catalina a Royal Hideaway Hotel.

## Histoire
Le premier bâtiment dans lequel se trouvait l'hôtel a été promu par des capitaux anglais et construit entre 1888 et 1890, année de son inauguration. Les travaux ont été confiés à l'architecte écossais James M. MacLaren, sous la direction de Norman Wright, architecte anglais résidant à Las Palmas, et de Laureano Arroyo en tant qu'architecte inspecteur. Une grande partie de la structure de l'édifice était en bois.
Il a été plus ou moins reconstruit en 1946 en raison de l'état déplorable de ses installations en maintenant, cependant, son style colonial anglais.
Compte tenu de l'énorme détérioration de ses installations, il a été démoli et reconstruit selon le projet de Miguel Martín-Fernández de la Torre, qui incluait les idées de son frère, le peintre Néstor. Martín-Fernández a respecté les idées de MacLaren en matière de volumétrie et de plan, conservant ainsi le style colonial anglais.
L'édifice a été une dernière fois transformé et modernisé de 2018 à 2019, et il a rouvert le 1er novembre 2019.

## Visiteurs illustres
Parmi ses clients célèbres, il y a Sir Winston Churchill, Maria Callas, Agatha Christie, Gregory Peck, le prince de Galles, Felipe González, José María Aznar, la famille royale espagnole, le Président chinois, les Princes des Asturies.